# Tower Bridge
Tower Bridge er en bro i London, som fører over floden Themsen. Den blev åbnet i 1894.
Broen er en dobbelt klapbro, hvis hejseværk oprindeligt var drevet af dampmaskiner, men nu er elektriske. Broen har et sydtårn og et nordtårn, der er udformet i stil med Tower of London, som ligger lige ved siden af. Den forbinder bydelene Tower Hamlets og Southwark.
Da mange har brugt broen til at begå selvmord fra, er der nu afskærmet med glas.
I dag er broen kun oppe for skibe omkring 100 gange om året, mens det tidligere var over 1.000 gange. Nu skal der skriftligt anmodes om at få åbnet broen dagen før.

## Ekstern henvisning
- Wikimedia Commons har flere filer relateret til Tower Bridge
- Tower Bridge Exhibition (på bl.a. engelsk og tysk)

51°30′20″N 0°4′32″V / 51.50556°N 0.07556°V